# Sun Wenli
Sun Wenli (chiń. 孙文利; ur. 9 lutego 1978) – chiński lekkoatleta, specjalizujący się w biegach na średnich i długich dystansach.

## Osiągnięcia
- brązowy medal mistrzostw Azji (bieg na 1500 m, Dżakarta 2000)
- wielokrotny mistrz kraju

## Rekordy życiowe
- bieg na 3000 metrów z przeszkodami – 8:25,11 (2009)